# Melamadai

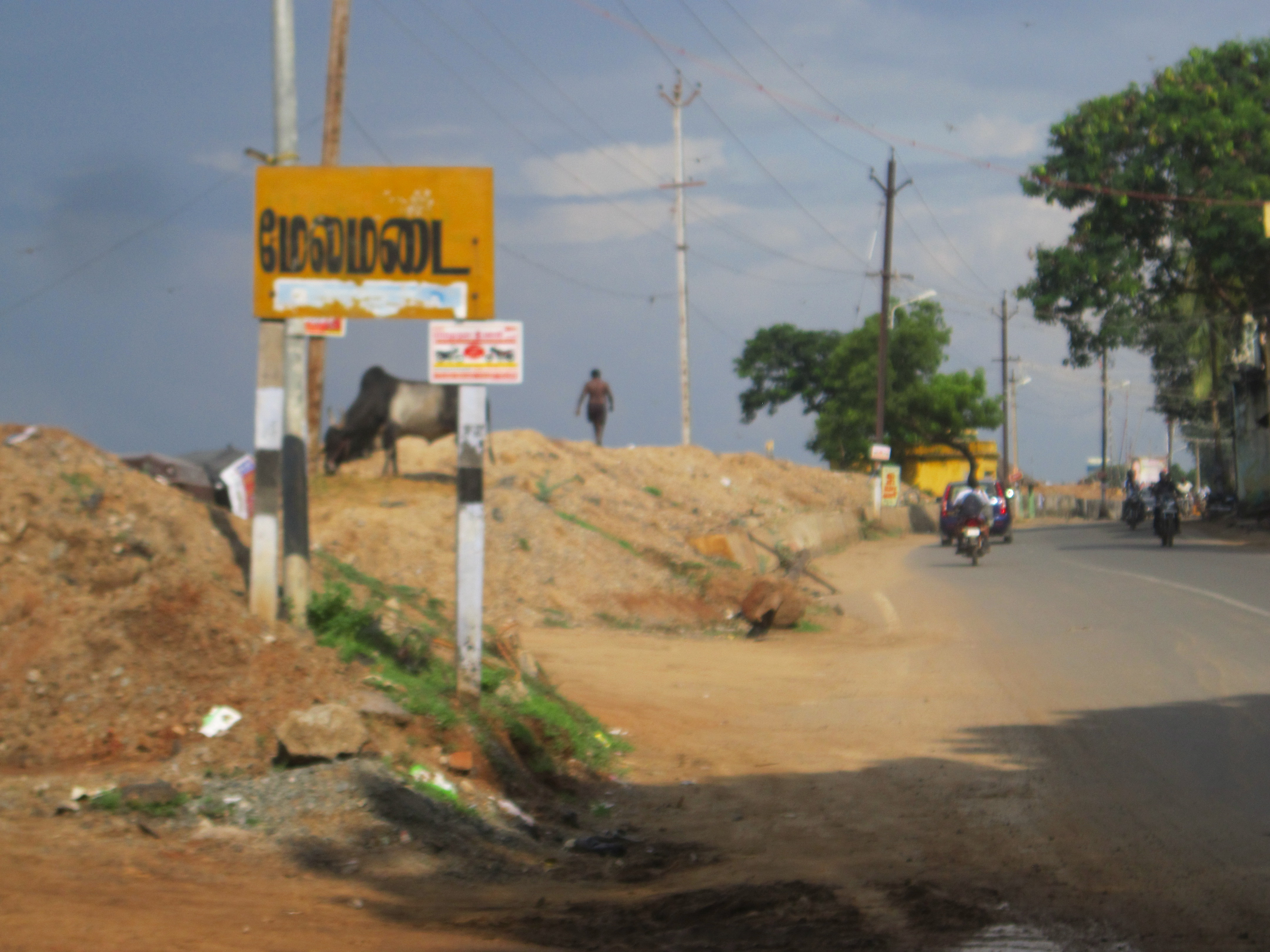
Melamadai

Melamadai is een panchayatdorp in het district Madurai van de Indiase staat Tamil Nadu.

## Demografie
Volgens de Indiase volkstelling van 2001 wonen er 28.885 mensen in Melamadai, waarvan 51% mannelijk en 49% vrouwelijk is. De plaats heeft een alfabetiseringsgraad van 78%.